# Zero Tolerance
Zero Tolerance är ett TV-spel utvecklat av Technopop, och utgivet 1994 av Accolade till Sega Mega Drive.

## Handling
I en framtid där mänskligheten gjort stora framsteg inom interstellära resor och koloniserat Solsystemet har man byggt utposter, gruvor, kolonier, rymdfarkoster och rymdstationer. Allt detta försvaras av ett stort militärt system.
Plötsligt anfalls rymdstationen Europe-1 av utomjordingar. Under striderna skadas det nukleära kylssystemet, vilket leder till härdsmälta. Spelarens uppdrag är att ta sig in i Europe-1 och återta kontrollen, samt besegra alla utomjordingar som intagit rymdstationen.

### Fotnoter
1. ↑  ”Zero Tolerance” (på engelska). Mobygames. 10 mars 1994. http://www.mobygames.com/game/genesis/zero-tolerance. Läst 7 juni 2014.